# Rábasebes
Rábasebes ist eine ungarische Gemeinde im Kreis Csorna im Komitat Győr-Moson-Sopron.

## Geografische Lage
Rábasebes liegt ungefähr 15 Kilometer südlich der Stadt Csorna am linken Ufer des Flusses Rába. Nachbargemeinden sind Vág und Szany, die Gemeinde Kemenesszentpéter liegt gegenüber auf der anderen Seite des Flusses.

## Sehenswürdigkeiten
- Römisch-katholische Kirche Nepomuki Szent János, erbaut um 1780 (Spätbarock), der Turm wurde 1811 ergänzt
- Schloss Széchényi (Széchényi-kastély), welches Graf Jenő Széchenyi Anfang des 20. Jahrhunderts im französischen neobarocken Stil bauen ließ

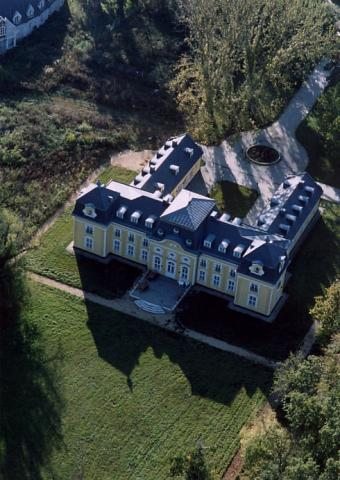
Blick auf Schloss Széchényi in Rábasebes

## Verkehr
Rábasebes ist nur über die Nebenstraße Nr. 84133 von der nördlich des Ortes verlaufenden Landstraße Nr. 8425 aus zu erreichen. Der nächstgelegene Bahnhof befindet sich in nordöstlich in Szany-Rábaszentandrás.